# Nouvelles Galeries (Saint-Étienne)
Les Nouvelles Galeries est un magasin de la chaîne Nouvelles Galeries située rue Gambetta à Saint-Étienne. Le bâtiment a été édifié par  Léon Lamaizière entre 1894 et 1895.

## Histoire
Le bâtiment est de style fin XIXe, Art nouveau, avec une armature en fonte et une charpente métallique qui se finit en un dôme angulaire. À l’intérieur, se trouve à l'origine un vide central éclairé par une baie vitrée.
Le magasin a subi de nombreuses modifications avec un premier agrandissement réalisé dès 1898 pour augmenter la surface à 3 000 m2. En 1912, d’importants travaux d’intérieur sont réalisés (installation d'ascenseur notamment) afin de donner un caractère de modernité au magasin. En 1960, le vide central est retiré afin d'accroître la superficie de la surface de vente, la façade est couverte d'un bardage métallique et le dôme angulaire est supprimé.
En 2005, le groupe Buildinvest se porte acquéreur du bâtiment. En 2007, des travaux de réhabilitation font réapparaître les décorations extérieures de style néo-classique et le dôme est reconstruit.

## Protection
Le bâtiment est inscrit au titre des monuments historiques depuis juin 2007.